# Marina Mniszech
Marina Mniszech (en polonès Maryna Mniszchówna o Maryna Mniszech, en rus Марина Мнишек) també coneguda com a Marina la Bruixa (1588 - 1614) fou una aventurera política del Període Tumultuós a Rússia.
Marina era filla del voivoda polonès de Sandomierz, Jerzy Mniszech. Ell fou un dels impulsors de les dimitríades, un intent d'invasió polonesa del tsarat rus a començaments del segle xvii. Jerzy, Marina i Demetri I el Fals (un monjo exclaustrat de nom Grigori Otrépiev, impsotor que pretenia ser el tsarévitx Demetri, fill d'Ivan el Terrible, assassinat el 1591) es reuniren el 1604 o 1605 a la cort d'un magnat de la Confederació de Polònia i Lituània, acordant el seu matrimoni. A canvi, Demetri els atorgaria Pskov, Nóvgorod i un milió de złotys a Marina, i Smolensk i Sevèria al seu pare. Aquest matrimoni donava als nobles polonesos i al clergat de l'Església Catòlica l'oportunitat de controlar Rússia. El rei de Polònia, Segimon III Vasa, estigué d'acord de finançar i donar homes a Demetri per a la seva campanya contra Moscou. Després de la conquesta de Moscou per part de Demetri el juny de 1605, deposà Borís Godunov i es coronà amb el nom de Demetri II.

## Matrimonis

### Amb Demetri I el Fals
El novembre, Demetri envià una ambaixada a Polònia, demanant la mà de Marina i proposant una aliança militar per derrotar els otomans. El matrimoni s'efectuà, mitjançant un representant anomenat Afanassi Vlàssiev, a la catedral de Cracòvia, estant presents el rei i diversos diplomàtics estrangers (entre ells un delegat del Papa). Aquesta cerimònia fou oficiada pel bisbe de Carcòvia, el cardenal Bernard Maciejowski. A la primavera del 1606, Marina part cap a Moscou amb el seu pare i un seguici de 4.000 persones. Fa la seva centrada el 24 d'abril, tenint lloc la seva coronació el 8 de maig a la Catedral de la Dormició, després que el patriarca Ignasi reconegués el seu matrimoni. No se sap si Marina es convertí del catolicisme a l'ortodòxia.
De totes maneres, Marina no regnà durant gaire temps. El matí del 17 de maig, els conspiradors en contra de Demetri i de les seves polítiques d'apropament a Polònia irromperen al kremlin. Demetri s'intenta salvar per una finestra, però es trenca una cama en caure i finalment fou executat. El seu cos fou cremat i les seves cendres disparades per un canó cap a Polònia. Així doncs, el regnat de Demetri durà uns deu mesos. El Zemski Sobor escollí com a nou tsar Vassili IV Xúiski, al qual Demetri havia perdonat la vida anteriorment per haver conspirat en contra seva. Aquest cop d'estat implicà milers de morts i empresonats, molts d'ells de l'esfera polonesa. Marina i el seu pare foren empresonats.

### Amb Demetri II el Fals
Després de la mort de Demetri I el Fals, perdonaren la vida a Marina a canvi de renunciar al seu títol reial, i fou enviada a Polònia el juliol de 1608. De totes maneres, el seu pare, exiliat a Iaroslavl, no abandonà els seus plans per convertir-se en sogre del tsar. El 1608 havia aparegut a Túixino un segon personatge que es feia passar pel tsarévitx Demetri, Demetri II el Fals. Amb el suport també de Segimon III Vasa, assetjà Moscou, i Vassili Xúiski, atemorit, arriba a un acord amb el rei polonès segons el qual deixa de donar suport a l'impostor a canvi de deixar lliures els presoners polonesos. És gràcies a això que els Mniszech són alliberats. Marina viatjà fins a Túixino i es casà en secret amb l'impostor, després de reconèixer en ell el seu miraculosament "salvat" marit. El hetman Stanisław Żółkiewski escrigué en les seves memòries que l'únic que els dos Demetri tenien en comú és que «ambdós eren humans i usurpadors». Havent perdut el suport polonès, cercà homes entre els cosacs del Don, aconseguint controlar una mica de territori al sud-est de Rússia. El propi hetman descriu com acabà el segon Demetri. La nit de l'11 de novembre de 1610, després d'haver begut en abundància amb els boiars, envià preparar un trineu per passejar pels prats, emportant-se alguns boiars com a escorta. Un d'ells, d'origen tàtar, Piotr Urússov, quan Demetri estava completament ebri, tragué una pistola i l'assassinà, li tallà després el cap i una mà. Un mes més tard, el 16 de gener de 1611, nasqué el fill de Marina i de Demetri II el Fals.